# Zee TV
Zee TV es un canal de televisión por suscripción indio propiedad de Essel Group, una compañía de medios y entretenimiento con sede en Mumbai, Maharashtra. Como parte del Grupo Essel, comenzó a transmitirse el 2 de octubre de 1992 como el primer canal de suscripción en idioma hindi en la India.
Zee TV HD se lanzó el 15 de agosto de 2011 junto con Zee Cinema HD, Zee Studio HD. Revisó su antiguo logotipo el 15 de octubre de 2017, junto con todos los demás canales de Zee Entertainment Enterprises.

## Historia
En 1992, la empresa Empire Holding Ltd del Grupo Essel se convirtió en Zee Telefirms Ltd como parte de la empresa Essel Group en los medios de comunicación y el entretenimiento. El canal Zee TV se lanzó como el canal insignia de la empresa. El canal salió al aire por primera vez el 1 de octubre de 1992. En 1993, comenzó a funcionar como un canal 24/7. Zee Telefirms Ltd se convirtió en Zee Entertainment Enterprises Ltd el 10 de enero de 2007, que continúa operando los canales de entretenimiento de Zee Network.
En 2013, Zee TV junto con sus canales hermanos revisaron una revisión de marca.
El 30 de mayo de 2021, Zee TV planeó renovar su apariencia y emitir cuatro nuevas series de televisión, pero debido a la pandemia de COVID-19 en la India, la idea se pospuso y posteriormente se descartó.

## Logotipo

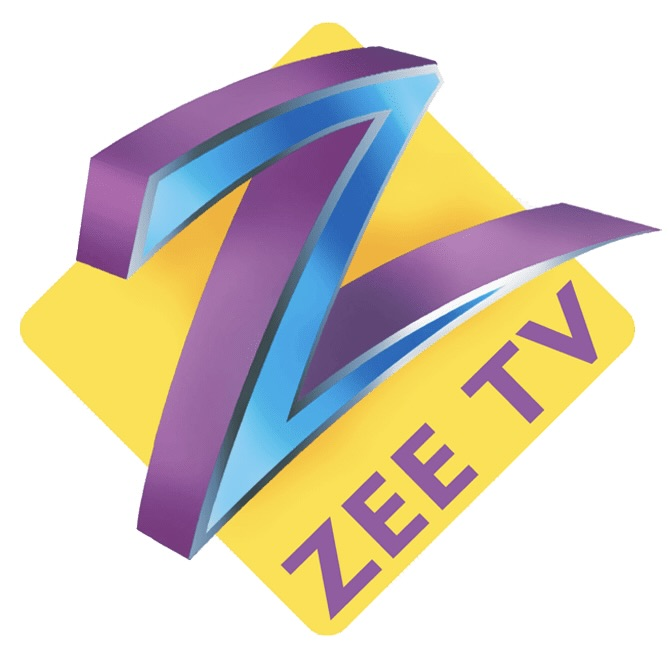
2005-2011
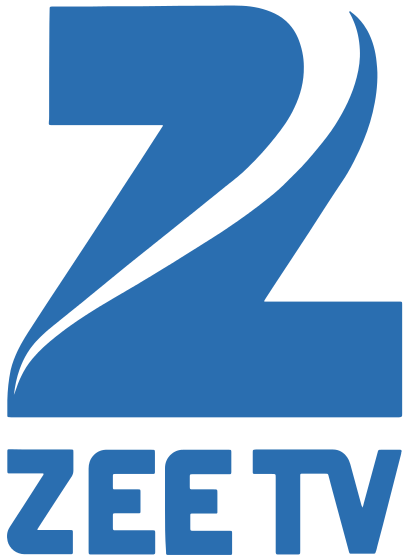
2014-2017
2017-2025
2025-Actualidad

## Canales asociados

### Zee Anmol
Zee Anmol es un canal de entretenimiento general hindi que muestra repeticiones de programas de Zee TV. Se lanzó en 2013 como un canal de señal abierta, similar a Star Utsav, Sony Pal y Colors Rishtey. Sin embargo, en 2019 dejó de señal abierta.

### Zee Zindagi
Zee Zindagi es un canal indio de televisión de entretenimiento general propiedad de Zee Entertainment Enterprises, que transmite programas de televisión paquistaníes (y anteriormente también programas turcos y coreanos doblados al hindi). Lanzado originalmente como canal satelital el 23 de junio de 2014, cerró el 30 de junio de 2017, cuando su contenido se trasladó a Ozee (ahora ZEE5). El 23 de mayo de 2022, Zee Zindagi se relanzó en las plataformas DTH de la India como un canal de servicio que transmite contenido predominantemente paquistaní. Sigue estando disponible en ZEE5.

### Zing
Zing es un canal de entretenimiento juvenil en la India propiedad de Zee Entertainment, similar a MTV, Bindass y el antiguo Canal V. Se lanzó en 1997 como Music Asia, luego pasó a llamarse Zee Muzic en 2000 y adoptó su nombre actual en 2009. Además de la programación juvenil, también muestra programas musicales, como su canal hermano Zee ETC Bollywood, que cerró el 17 de octubre de 2020.